# スヴァルスエインギ地熱発電所
スヴァルスエインギ地熱発電所（スヴァルスエインギちねつはつでんしょ）は、アイスランドのケプラヴィークにある地熱発電所である。温泉入浴施設を併設し、ヨーロッパを代表する地熱発電所である。

## 概要
レイキャネース半島、ケプラヴィーク国際空港の近郊に位置する。2007年12月現在、76.5 MW のエネルギーを生み出しており、同時に 90 °C (194 °F) の熱水を1秒あたり約475リットルのペースで生み出している。この発電によって生み出されたミネラル豊富な余剰水は、観光客向け温泉施設ブルーラグーンに利用されている。
「スヴァルスエインギ」（Svartsengi, IPA: [ˈsvar̥sˌɛi̯ɲcɪ]）はアイスランド語で「黒い牧草地」を意味する。

## エネルギー安全保障政策
アイスランドでは、地熱発電と水力発電だけで電力を賄うことを目指すエネルギー安全保障戦略を追求している。